# Denny Crum

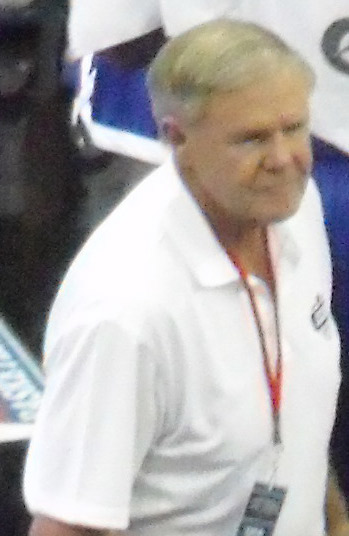
Denny Crum (2011)

Denzil E. „Denny“ Crum (* 5. März 1937 in San Fernando, Kalifornien; † 9. Mai 2023 in Louisville, Kentucky) war ein US-amerikanischer Basketballtrainer.

## Werdegang
Crum spielte Basketball am kalifornischen Pierce Junior College und ab 1956 an der University of California, Los Angeles (UCLA). Bei UCLA spielte er unter Trainer John Wooden. Sein Studium schloss Crum 1958 ab und blieb anschließend an der Hochschule, um dort als Trainer die Freshman-Mannschaft zu betreuen. Hernach war er vier Jahre Cheftrainer am Pierce Junior College und ging 1968 als Assistenztrainer von Wooden an die University of California, Los Angeles zurück. Dieses Amt übte er bis 1971 aus und war am Gewinn von drei NCAA-Meistertiteln (1969, 1970, 1971) beteiligt.
Er trainierte zwischen 1971 und 2001 als Cheftrainer die Mannschaft der University of Louisville. In den Jahren 1980 und 1986 führte er die Mannschaft zum Gewinn des NCAA-Meistertitels. Crum wurde 1980, 1983, 1986 als NCAA-Trainer des Jahres ausgezeichnet. Sein bedachtes und unterkühltes Wesen fand im Spitznamen Cool Hand Luke Ausdruck. Am 7. Januar 1993 erreichte er seinen 500. Sieg, nur Leon Barmore gelang das in seiner Laufbahn schneller. Mit einer Gesamtbilanz von 675 Siegen und 295 Niederlagen als College-Trainer trat er am 2. März 2001 zurück. Im Oktober 2001 wurde ihm die nach seinem Lehrmeister John Wooden benannte Auszeichnung Legends of Coaching verliehen.
Am 9. März 1994 wurde er Mitglied der Naismith Memorial Basketball Hall of Fame. Ende September 2022 wurde an der University of Louisville ein Studentenwohnheim eingeweiht, das nach Crum benannt ist.
Crum starb am 9. Mai 2023 in seinem Haus in Louisville.